# Fabriciana tianschanica
Fabriciana tianschanica är en fjärilsart som beskrevs av Alphéraky 1882. Fabriciana tianschanica ingår i släktet Fabriciana och familjen praktfjärilar. Inga underarter finns listade i Catalogue of Life.